# Karthli

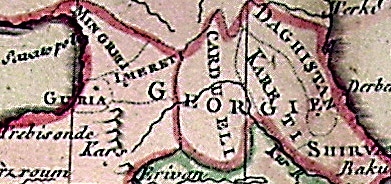
Kartli (Cardueli)

Le Karthli, quelquefois la Karthlie, ou encore la Kartalinie (en géorgien : ქართლი [kʰartʰli]), est une région historique de la Géorgie. Vaste et peuplée, elle comprend la capitale, Tbilissi. Elle a pour bornes le Caucase au nord, la Kakhétie à l'est, l'Azerbaïdjan et l'Arménie au sud, la Turquie et le Samtskhé-Djavakhétie au sud-est, et l'Iméréthie à l'ouest.
Elle est aujourd'hui divisée en :
- Basse Kartlie  (en géorgien : ქვემო ქართლი, Kvemo Kartli phonétiquement[Quoi ?]), chef-lieu : Roustavi ;
- Kartlie intérieure (en géorgien : შიდა ქართლი, Chida Kartli phonétiquement), chef-lieu : Gori ;
- Mtskheta-Mtianeti (en géorgien : მცხეთა-მთიანეთი, Mskhéta - Mtianéti phonétiquement),  chef-lieu : Mtskhéta.

## Géographie
La chaîne de Karthlie sépare la région centrale de la Géorgie, la Karthlie de la partie orientale, la Kakhétie.

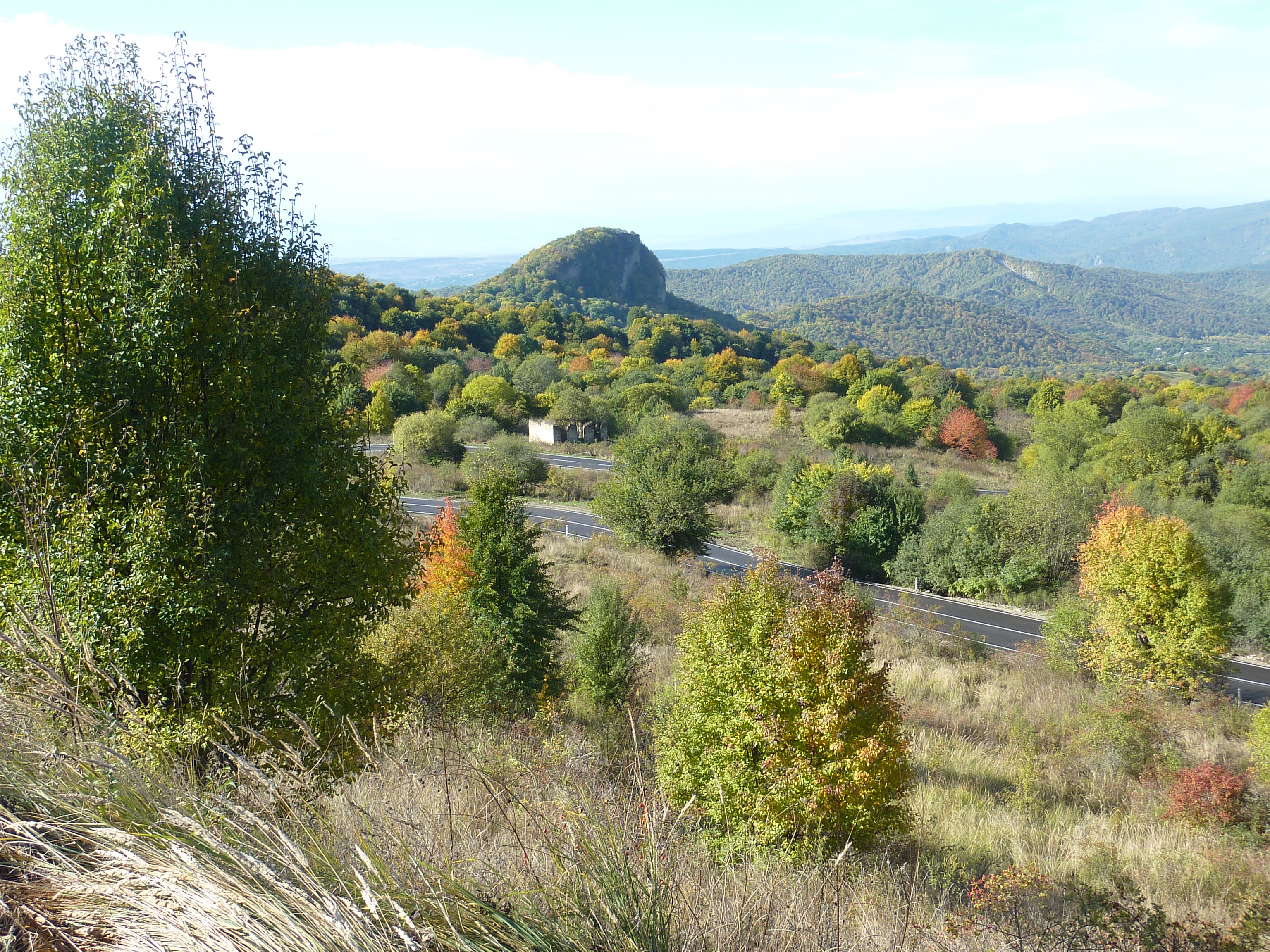
La chaîne de Karthlie entre Tbilissi et Telavi
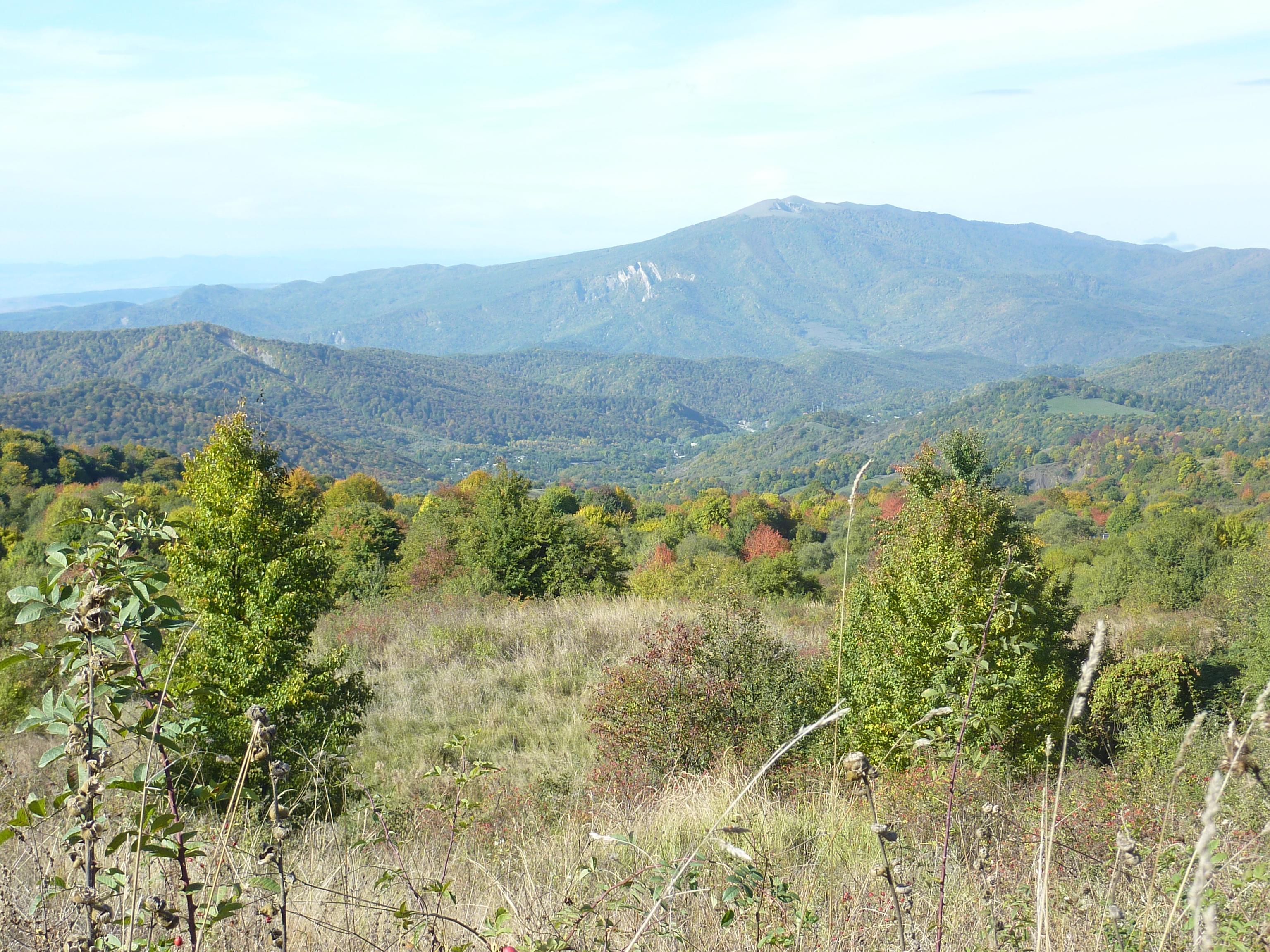
Les monts de Karthlie entre Telavi et Tbilissi

## Histoire
Appelé Ibérie dans l'Antiquité, le Karthli fut un royaume géorgien dès le IIIe siècle av. J.-C. Ses souverains se convertirent au christianisme en 337. Ayant perdu sa puissance politique au Moyen Âge, il resta toutefois un centre religieux et culturel géorgien. Intégré dans la Géorgie unifiée au XIIe siècle, il redevint indépendant lorsque celle-ci éclata trois siècles plus tard. En 1762, il fut uni à la Kakhétie, mais ce nouveau royaume fut absorbé par l'Empire russe en 1801.